# Nicola Bacciocchi
Nicola Bacciocchi (Domagnano, 16 dicembre 1971) è un ex calciatore sammarinese, di ruolo centrocampista.

## Carriera

### Club
Dal 1991 al 1995 gioca per il Santarcangelo e San Marino. Nel 1995 passa al Domagnano mentre nel 1997 veste la maglia del Juvenes/Dogana. Dal 2000 gioca ininterrottamente per il Domagnano.

### Nazionale
Con la maglia del San Marino ha disputato 33 partite segnando un gol il 28 ottobre 1992 durante la fase di qualificazione del mondiale del 1994, contro la Turchia. La partita finirà poi 4-1 per i turchi.

## Palmarès

### Calciatore
- Campionato sammarinese: 3

Domagnano: 2001-2002, 2002-2003, 2004-2005
- Coppa Titano: 4

Domagnano: 1996, 2001, 2002, 2003
- Trofeo Federale: 2

Domagnano: 2001, 2004

### Individuale
- Premio Pallone di Cristallo: 1

2002